# Боярышник мелколистный
Боярышник мелколистный (лат. Crataegus microphylla) — кустарник или небольшое дерево, вид рода Боярышник (Crataegus) семейства Розовые (Rosaceae).

## Распространение и экология
В природе ареал вида охватывает Крым, Кавказ, Малую Азию и Иран.
Произрастает в лесах до среднего горного пояса.

## Ботаническое описание
Кустарник высотой до 1—1,5 м. Ветви светло-серые; ветки пурпурно-коричневые; побеги тонкие, обычно голые или, реже, лишь в молодости волосистые. Колючки часто многочисленные, длиной 5—12 мм, тонкие.
Листья тонкие, длиной 1,2—3 см, шириной 1—2,8 см (на длинных побегах длиной до 5,5 см и шириной 3,5 см), продолговато-яйцевидные, реже широкояйцевидные, 5—7-раздельные или глубоко-лопастные, с усечённым или широко-клиновидным основанием и яйцевидными, притуплёнными, реже заострёнными, от основания зубчатыми или городчатыми долями.
Соцветия простые, зонтиковидные, 4—10-цветковые; цветоножки голые, длиной 2—3,5 см. Цветки диаметром 13—16 мм, с белыми лепестками; чашелистики длинно-заострённые, при плодах прямостоящие, гипантий и завязь нередко мохнато-волосистые; тычинок 20; столбик 1, прямой.
Плоды продолговато-эллипсоидальные, яйцевидные или грушевидные, редко почти шаровидные, длиной 9—12 мм, ярко-красные. Косточка 1, с 2—3 бороздками на спинной стороне, заметно сжатая с боков и гладкая с бшошной стороны.
Цветение в мае — июне. Плодоношение в сентябре — октябре.

## Таксономия
Вид Боярышник мелколистный входит в род Боярышник (Crataegus) трибы Pyreae подсемейства Спирейные (Spiraeoideae) семейства Розовые (Rosaceae) порядка Розоцветные (Rosales).
|  |                                      |  |                                                              |                                                              |                   |  | ещё 8 семейств (согласно Системе APG III) | ещё 8 семейств (согласно Системе APG III)    |                                              |  |  |  | ещё 7 триб (согласно Системе APG III)         | ещё 7 триб (согласно Системе APG III)         |  |  |  |  | ещё от 200 до 300 видов | ещё от 200 до 300 видов |
|  |                                      |  |                                                              |                                                              |                   |  | ещё 8 семейств (согласно Системе APG III) | ещё 8 семейств (согласно Системе APG III)    |                                              |  |  |  | ещё 7 триб (согласно Системе APG III)         | ещё 7 триб (согласно Системе APG III)         |  |  |  |  | ещё от 200 до 300 видов | ещё от 200 до 300 видов |
|  |                                      |  |                                                              | порядок Розоцветные                                          |                   |  |                                           |                                              | подсемейство Спирейные                       |  |  |  |                                               | род Боярышник                                 |  |  |  |  |                         |                         |
|  |                                      |  |                                                              | порядок Розоцветные                                          |                   |  |                                           |                                              | подсемейство Спирейные                       |  |  |  |                                               | род Боярышник                                 |  |  |  |  |                         |                         |
|  | отдел Цветковые, или Покрытосеменные |  |                                                              |                                                              | семейство Розовые |  |                                           |                                              | триба Pyreae                                 |  |  |  | вид Боярышник мелколистный                    |                                               |  |  |  |  |                         |                         |
|  | отдел Цветковые, или Покрытосеменные |  |                                                              |                                                              |                   |  |                                           |                                              |                                              |  |  |  |                                               |                                               |  |  |  |  |                         |                         |
|  |                                      |  | ещё 44 порядка цветковых растений (согласно Системе APG III) | ещё 44 порядка цветковых растений (согласно Системе APG III) |                   |  |                                           | ещё 8 подсемейств (согласно Системе APG III) | ещё 8 подсемейств (согласно Системе APG III) |  |  |  | ещё около 60 родов (согласно Системе APG III) | ещё около 60 родов (согласно Системе APG III) |  |  |  |  |                         |                         |
|  |                                      |  |                                                              | ещё 44 порядка цветковых растений (согласно Системе APG III) |                   |  |                                           |                                              | ещё 8 подсемейств (согласно Системе APG III) |  |  |  |                                               | ещё около 60 родов (согласно Системе APG III) |  |  |  |  |                         |                         |